# Петер Шмайхел
Петер Болеслав Шмайхел (първото и третото на датски, второто на полски Peter Bolesław Schmeichel) е бивш датски футболист, вратар. До 7-годишна възраст Петер Болеслав Шмайхел, син на поляк и датчанка, е бил гражданин на Полша, преди през 1970 да получи датско поданство. Определян е за един от най-великите вратари за всички времена.
Избиран за най-добър вратар за 1992 и 1993 г. Най-успешните му години са с екипа „Манчестър Юнайтед“, с който печели турнира на Шампионската лига през 1999 г. Изиграва ключова роля в представянето на датския национален отбор по футбол при спечелването на европейското първенство по футбол през 1992 г.
През 2007 година приема предложение от телевизия Discovery Channel да бъде водещ на европейския вариант на популярното телевизионно шоу „Мръсна работа“. Петер заснема няколко серии, чието действие се развива предимно в Източна Европа. Има син Каспер, който също е професионален футболен вратар.